# Guaita

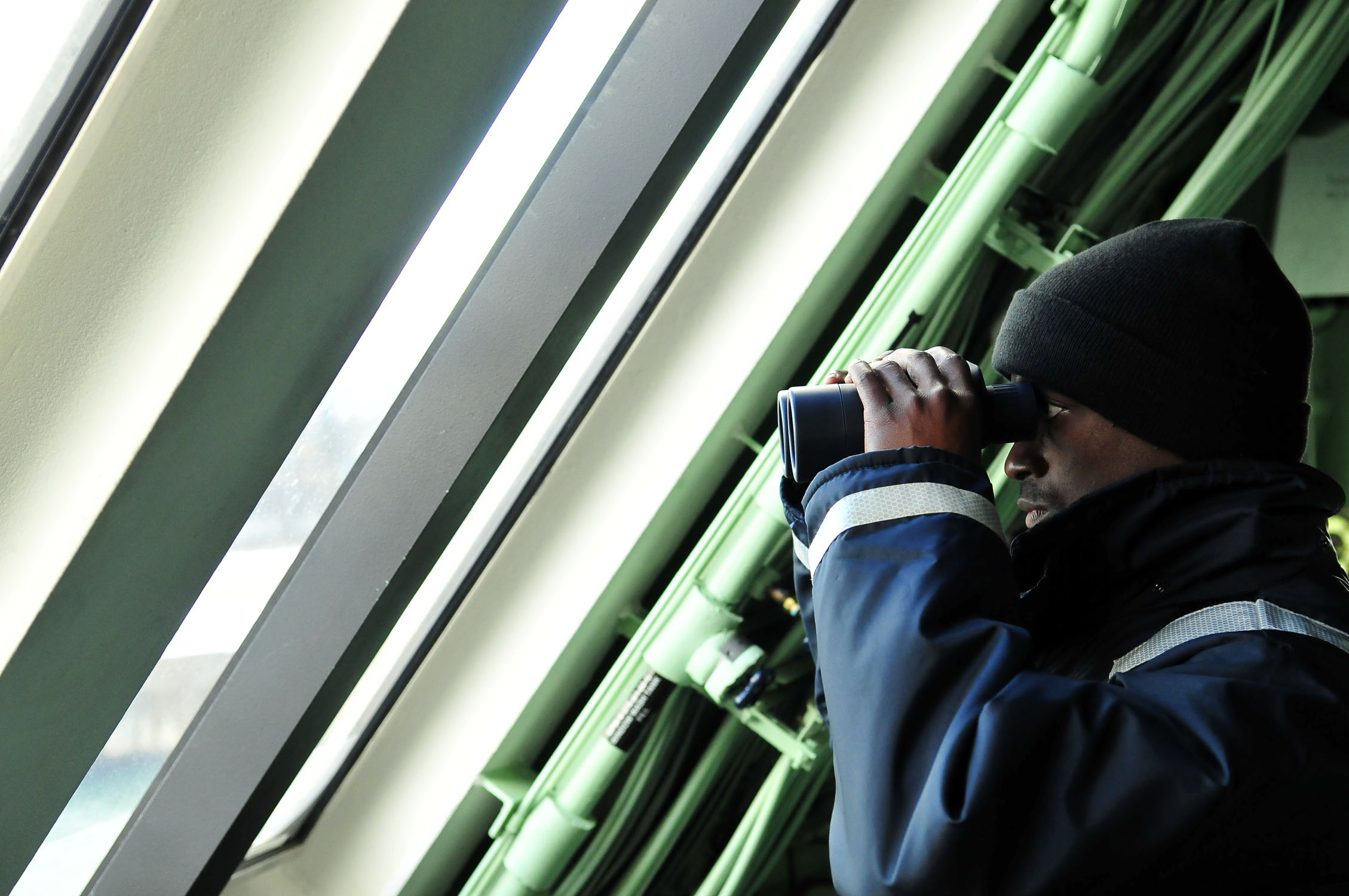
Guaita de Marina dels EUA en el lloc d'observació a bord d'un vaixell de guerra.

Un guaita és una persona a càrrec de la vigilància de perills des d'un lloc d'observació com ara una torre de guaita, torre de guaita forestal, des d'un vaixell, etc.

## Guaita naval
En un vaixell és la persona a càrrec de l'observació dels perills de la mar, de les naus, dels costes, etc. Els guaites han d'informar de tot el que vegin o sentin. Quan facin l'informe, els guaites han de comunicar informacions tals com, la direcció de l'objecte, la forma l'objecte i com s'ha fet el contacte. Els guaites han d'estar completament familiaritzat amb els diferents tipus de senyals de socors que es poden trobar al mar. Els guaites tradicionalment han estat col·locats en la part alta dels pals, a l'extrem superior dels pals, a la cofa.
El Reglament internacional per prevenir els abordatges a la mar (1972) diu:
 Tots els vaixells han de mantenir en tot moment una bona visibilitat de dia (o llums visibles o ajudes visuals), senyals acústics (o VHF de banda marina) i tots els mitjans disponibles (per exemple, radar, ARPA, AIS, SMSSM…) per tal que es pugui esbrinar si hi ha risc d'abordatge.